# Łucja z Settefonti
Łucja z Settefonti, również Łucja a Septifonte, Łucja od Siedmiu Fontann (ur. w XI w. w Bolonii, zm. ok. 1100 w opactwie Settefonti) – włoska kamedułka (O. Cam) i dziewica, ksieni klasztoru św. Krystyny w Settefonti, błogosławiona Kościoła katolickiego.
Wstąpiła do zakonu kamedułek konwentu św. Krystyny w Settefonti w diecezji bolońskiej (wł. chiesa di santa Cristina in Bologna).
Wspomnienie liturgiczne we włoskim Kościele katolickim obchodzone jest 7 listopada, jako wspomnienie translacji relikwii w 1573 roku do kościoła św. Andrzeja w Ozzano (wł. chiesa di S. Andrea di Ozzano) w którym znajdują się do chwili obecnej.
Jej kult, jako błogosławionej, został potwierdzony przez papieża Piusa VI w 1779 roku.